# Kipčaščina
Kipčaščina  (kipčaško qypçaq, kipčak)  je izumrl turški jezik iz družine kipčaških jezikov.
Iz kipčaškega jezika se je razvila večina turških jezikov, ki se zdaj govorijo Vzhodni Evropi in na Kavkazu, ker je bil kipčaško-kumanski jezik lingua franca na ozemljih pod oblastjo Zlate horde. 
Kazahi so ostanki vzhodnokumansko-kipčaških plemen,  ki so v 10. stoletju živela v severnem Kazahstanu in so se kasneje preselila v Evropo. Njihov jezik se je zaro razvil iz bolj izolirane oblike zgodnje kipčaščine. V obdobju Zlate horde so kipčaščino privzeli bolgarsko govoreči Volški Bolgari (kasnejši Kazanski Tatari), Astrahanski Tatari, Balkarci, Karačajci, Kumiki, Kumani (kasnejši Krimski Tatari), Baškirci in mongolska aristokracija.

## Sklic
1. 1 2  Kipčaščina at MultiTree on the Linguist List